# Raffaele Garofalo

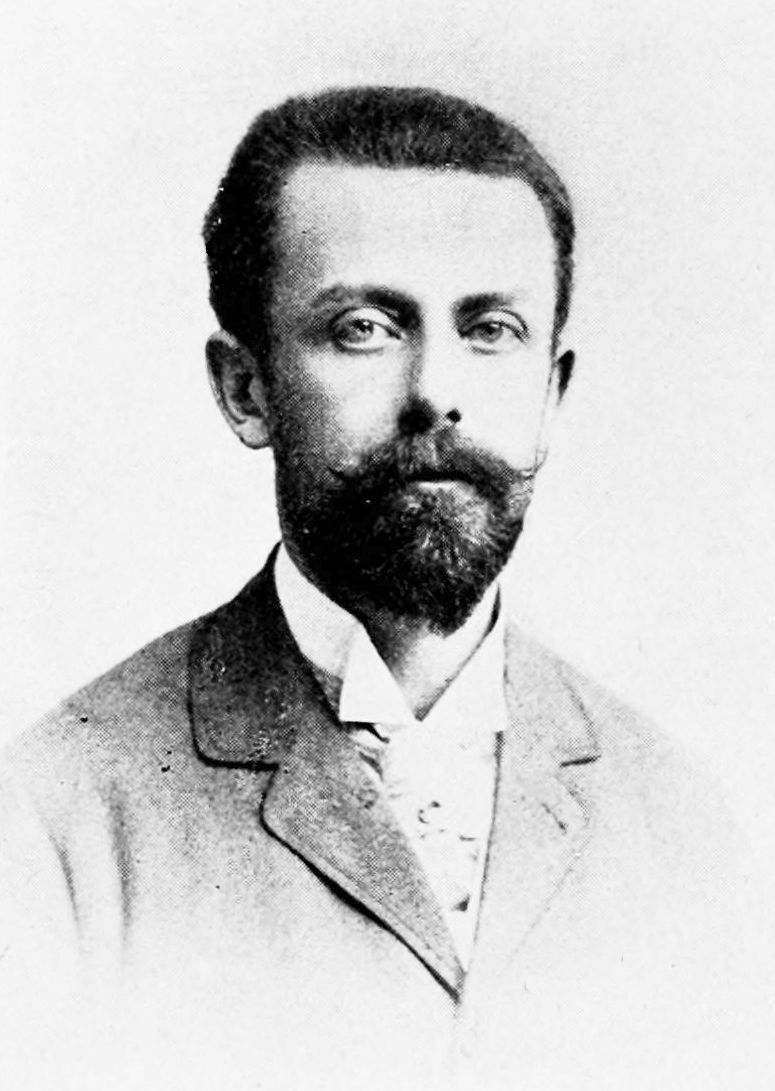
Raffaele Garofalo

Raffaele Garofalo (* 18. November 1851 in Neapel; † 18. April 1934 in Neapel) war ein italienischer Jurist und Strafrechtslehrer.
Der junge Baron schlug nach dem Abschluss des Jurastudiums die Richterlaufbahn ein und stieg darin bis zum Präsidenten des Kassationsgerichts in Neapel auf. Daneben habilitierte er sich 1891 an der Universität Neapel für Strafrecht und Strafprozessrecht. 1909 wurde er zum Mitglied des italienischen Senats ernannt.
Neben Cesare Lombroso und Enrico Ferri war Garofalo maßgeblich an der Begründung der italienischen positivistischen Strafrechtsschule des 19. Jahrhunderts, der „scuola positiva del diritto penale“, beteiligt. Durch sein Buch Criminologia machte er den Begriff „Kriminologie“ international bekannt. Das Wort „Kriminologie“ selbst wird dem französischen Anthropologen Paul Topinard zugeschrieben, der den Begriff erstmals 1879 verwendet haben soll. Garofalo stellte in seinem Buch das Konzept des Natürlichen Verbrechens (delitto naturale) vor. womit er Handlungen meinte, die elementaren menschlichen Regungen zuwiderlaufen. Da er die Disposition hierzu für angeboren und nicht erziehbar hielt, sprach er sich in seinem Buch Contro la corrente für die Todesstrafe aus. Den natürlichen Verbrechen stellte Garofalo die bloß positivrechtlich verbotenen Handlungen (delicta mere prohibita) gegenüber, die natürliche Verbrechen sein können, dies aber nicht sein müssen.
Im Dezember 1932 wurde er als assoziiertes Mitglied in die Académie royale des Sciences, des Lettres et des Beaux-Arts de Belgique aufgenommen.

## Schriften (Auswahl)
- Criminologia. (= Biblioteca antropologico-giuridica). Torino 1885. (2. Auflage 1891; französisch La criminologie. Paris 1888, 5. Auflage 1905; englisch Criminology, London/Boston 1914)
- Contro la corrente. Napoli 1888.